# Chmielewo (Kruklanki)
Chmielewo (deutsch Hopfengarten) ist eine Siedlung (polnisch osada) in der polnischen Woiwodschaft Ermland-Masuren, die zur Landgemeinde Kruklanki (Kruglanken) im Powiat Giżycki (Kreis Lötzen) gehört.

## Geographische Lage
Chmielewo liegt südöstlich vom Büffkesee (polnisch Brożówka) im nördlichen Osten der Woiwodschaft Ermland-Masuren. Die heutige Kreismetropole ist 14 Kilometer in südwestlicher Richtung entfernt, während die einstige Kreisstadt Angerburg (polnisch Węgorzewo) 22 Kilometer in nordwestlicher Richtung entfernt liegt.

## Geschichte
Mit dem Namen Milchbude und als Vorwerk zum nur zwei Kilometer nordwestlich gelegenen Gutsbezirk Gansenstein (polnisch Brożówka) wurde der Ort 1772 gegründet. Vor 1782 hieß er Chmielewo, danach Hoppenthal sowie Hopfenthal und dann bis 1945 Hopfental. Als damaliger Wohnplatz des Gutsbezirks Gansenstein gehörte Hopfental zum Kreis Angerburg im Regierungsbezirk Gumbinnen der preußischen Provinz Ostpreußen und zählte im Jahr 1905 lediglich 35 Einwohner.
Am 30. September 1928 wurde Gansenstein und mit ihm Hopfental in die Landgemeinde Kruglanken (polnisch Kruklanki) eingemeindet. Zusammen kamen beide Orte 1945 in Kriegsfolge mit dem gesamten südlichen Ostpreußen zu Polen, wobei Hopfental als nun wieder eigenständiger Ort die polnische Ortsbezeichnung Chmielewo erhielt. Heute gehört die Siedlung zum Schulzenamt (polnisch sołectwo) Brożówka und ist eine Ortschaft im Verbund der Landgemeinde Kruklanki (Kruglanken), vom Kreis Angerburg in den Powiat Giżycki (Kreis Lötzen) „gewechselt“, bis 1998 der Woiwodschaft Suwałki, seither der Woiwodschaft Ermland-Masuren zugehörig.

## Religionen
Vor 1945 war Hopfental in die evangelische Kirche Kruglanken in der Kirchenprovinz Ostpreußen der Evangelischen Kirche der Altpreußischen Union sowie in die katholische Kirche St. Bruno in Lötzen (polnisch Giżycko) im Bistum Ermland eingepfarrt.
Heute ist Chmielewo Teil der katholischen Pfarrei Kruklanki im Bistum Ełk (Lyck) der Römisch-katholischen Kirche in Polen bzw. der evangelischen Pfarrei Giżycko in der Diözese Masuren der Evangelisch-Augsburgischen Kirche in Polen.

## Verkehr
Chmielewo liegt ein wenig abseits vom Verkehrsgeschehen an einer landwegartigen Nebenstraße, die Kruklanki (Kruglanken) mit Możdżany (Mosdzehnen, 1938–1945 Borkenwalde) verbindet. Sie kreuzt in Chmielewo einen Landweg, der von Brożówka (Gansenstein) nach Boćwinka (Neu Freudenthal) führt.
Eine Bahnanbindung besteht nicht mehr. Von 1908 bis 1945 war Gansenstein die nächste Bahnstation an der Strecke Kruglanken–Marggrabowa (Oletzko)/Treuburg, die allerdings kriegsbedingt aufgegeben wurde.